# Titularbistum Numluli
Numluli war eine antike Stadt in der römischen Provinz Zeugitana bzw. Africa proconsularis im heutigen nördlichen Tunesien.
Numluli ist ein ehemaliges Bistum der römisch-katholischen Kirche und heute ein Titularbistum. Es gehörte der Kirchenprovinz Karthago an.
| Titularbischöfe von Villa Nova |                                 |                                      |                   |                 |
| Nr.                            | Name                            | Amt                                  | von               | bis             |
| 1                              | François-Xavier Trân Thanh Khan | Weihbischof in Saigon (Vietnam)      | 14. Oktober 1965  | 2. Oktober 1976 |
| 2                              | William Clifford Newman         | Weihbischof in Baltimore (USA)       | 25. Mai 1984      | 20. Mai 2017    |
| 3                              | Joseph Pamplany                 | Weihbischof in Tellicherry (Indien)  | 1. September 2017 | 15. Januar 2022 |
| 4                              | Alex Tharamangalam              | Weihbischof in Mananthavady (Indien) | 25. August 2022   |                 |